# يوم التذكر
يوم التذكر (يُدعى أحيانًا بشكل غير رسمي بيوم زهرة الخشخاش نظرًا إلى شعار زهرة الخشخاش التذكارية) هو يوم تذكاري يُحتفل به في دول الكومنولث. يجري الاحتفال بيوم التذكر منذ نهاية الحرب العالمية الأولى لإحياء ذكرى عناصر القوات المسلحة الذين لقوا حتفهم أثناء أداء واجبهم. ولو أنه اتباعٌ لتقليدٍ أطلقه الملك جورج الخامس في عام 1919، يشهد هذا اليوم أيضًا ذكرى الحرب في العديد من البلدان غير التابعة للكومنولث. في معظم البلدان، يُحتفل بيوم التذكر في 11 نوفمبر لاستذكار نهاية الأعمال العدائية في الحرب العالمية الأولى. انتهت الأعمال العدائية رسميًا «في الساعة الحادية عشرة من اليوم الحادي عشر من الشهر الحادي عشر» من عام 1918، استنادًا للهدنة التي وقعها ممثلو ألمانيا والوفاق بين الساعة 5:12 و5:20 من صباح ذلك اليوم. (تشير عبارة «في الساعة 11» إلى انقضاء إحدى عشرة ساعة من ذلك اليوم أو الساعة 11:00 صباحًا). انتهت الحرب العالمية الأولى رسميًا بتوقيع معاهدة فرساي في 28 يونيو 1919.
انبثق تقليد يوم التذكر من يوم الهدنة. كان يُحتفل بيوم الهدنة الأصلي في قصر باكنغهام، إذ بدأ هذا التقليد باستضافة الملك جورج الخامس «لمأدبة على شرف رئيس الجمهورية الفرنسية» في مساء يوم 10 نوفمبر 1919. عُقد بعدها في صباح اليوم التالي أول يوم هدنة رسمي على أراضي قصر باكنغهام. خلال الحرب العالمية الثانية، غيرت العديد من الدول اسم العطلة. تبنت الدول الأعضاء في الكومنولث اسم يوم التذكر، في حين اختارت الولايات المتحدة اسم يوم المحاربين القدامى.

## احتفالات الكومنولث
يتضمن التقليد العام البريطاني والكندي والجنوب أفريقي وتقليد الفيلق الأسترالي والنيوزيلندي (أنزاك) صمتًا لمدة دقيقة أو دقيقتين في الساعة الحادية عشرة من اليوم الحادي عشر من الشهر الحادي عشر (11:00 صباحًا، 11 نوفمبر)، إذ أصبحت الهدنة سارية المفعول في هذا التوقيت (حسب توقيت المملكة المتحدة).
عمومًا، تتضمن طقوس إحياء الذكرى في العديد من دول الكومنولث عزف مقطوعة «المشاركة الأخيرة»، تليها فترة من الصمت، يليها عزف نغمة «الإيقاظ» أو في بعض الأحيان نغمة «النهوض» فقط (كثيرًا ما يخلط بينهما). تُختتم طقوس الذكرى بإلقاء «نشيد الذكرى». وغالبًا ما تُعزف ألحان «زهور الغابة» و«قلوب الشجاعة» و«أقسم لك يا وطني» و«القدس» أثناء إجراء الطقوس. تشمل الطقوس أيضًا وضع أكاليل الزهور لتكريم القتلى وإقامة الصلوات وترديد الأناشيد الوطنية.
تكون المراسم المركزية في النصب التذكارية في جميع أنحاء الكومنولث عبارة عن وقفة ليلية تقليدية منسقة. كانت مقطوعة المشاركة الأخيرة النداءَ الشائع الصادر عن آلة النفير في ختام اليوم العسكري، وكانت نغمة النهوض النداءَ الأول في الصباح. لأغراض عسكرية، لم تكن الوقفة الليلية التقليدية على القتلى لمجرد التأكد من أنهم لقوا حتفهم بالفعل وليسوا فاقدين للوعي أو في غيبوبة، ولكن أيضًا لحمايتهم من التشويه أو السلب من قِبل العدو، أو جرهم وأخذهم من قِبل جامعي القمامة. وهذا ما يجعل المراسم أكثر من مجرد إجراءٍ لإحياء الذكرى، ولكنه أيضًا تعهد بالحفاظ على شرف قتلى الحرب. عُزز هذا الإجراء من خلال استخدام النصب التذكارية المخصصة ووضع أكاليل الزهور – وهي الوسائل التقليدية للإشارة إلى التشريف الكبير في اليونان القديمة وروما.

### أستراليا
في أستراليا، يُحتفل بيوم التذكر في 11 نوفمبر بانتظام، بغض النظر عن يوم الأسبوع الذي يصادفه، وهو ليس يوم عطلة رسمية؛ يمكن للشعب في هذا اليوم أن يعبر عن احترامه لعدد الجنود الكبير الذين لقوا حتفهم في المعركة. تطبق بعض المؤسسات الصمت لمدة دقيقتين في الساعة 11 صباحًا من خلال مشروع يدعى اقرأ لتتذكر، ويقرأ الأطفال عهد الذكرى لروبرت ماكول، ويقدم المعلمون موارد مطورة خصيصًا لمساعدة الأطفال على فهم أهمية هذا اليوم وفهم صمود أولئك الذين قاتلوا من أجل بلدهم ويحثون الأطفال أيضًا على الصمود عند مواجهة الأوقات الصعبة. تقام الطقوس في الساعة 11 صباحًا في نُصب الحرب التذكارية وفي مدارس الضواحي والمدن عبر البلاد، إذ تُعزف مقطوعة «المشاركة الأخيرة» من قِبل عازف بوق ويُطبق الصمت لمدة دقيقة. حين يصادف يوم التذكر يوم عمل عادي في ملبورن ومدن رئيسية أخرى، غالبًا ما يؤدي عازفوا البوق التابعين لقوات الدفاع الأسترالية مقطوعة «المشاركة الأخيرة» في زوايا الشوارع الرئيسية في منطقة الأعمال المركزية. أثناء حدوث ذلك، يتوقف غالبية المارة ويلتزمون لحظة صمت في انتظارهم لانتهاء عازف البوق.
في أستراليا ما بين الحربين العالميتين، كان يوم التذكر (الذي أُشير إليه حينها باسم يوم الهدنة) احتفالًا عامًا شعبيًا. ولكن من عام 1946 إلى سبعينيات القرن ذاته، احتفل الأستراليون بأحد الذكرى على النمط البريطاني. لم يُرجع الاحتفال بيوم التذكر إلى 11 نوفمبر بصورة منتظمة إلا في ثمانينيات وتسعينيات القرن العشرين. أُعيد إنعاش يوم التذكر رسميًا في 30 أكتوبر 1997، عندما أعلن الحاكم العام، في ظل حكومة هوارد، أن «(أ) يوم 11 نوفمبر من كل عام سيُدعى يوم التذكر وسيُحتفل به على هذا الأساس؛ و(ب) على جميع الأستراليين الالتزام بالاحتفال، وفي حال تعذر ذلك، فدقيقة صمت في تمام الساعة 11:00 في يوم التذكر من كل عام».
في العقود الأخيرة، طغى يوم أنزاك (25 أبريل) على يوم التذكر إلى حد كبير، وهو اليوم الوطني لإحياء ذكرى الحرب، وعطلة رسمية في جميع الولايات. ازداد الحضور في طقوس يوم أنزاك، في حين استمرت طقوس يوم التذكر بالتراجع. يوضح المؤرخ رومان فاثي: «في أستراليا، تناول يوم أنزاك موضوع معنى الحرب بشكل أفضل بكثير من يوم التذكر أو أحد الذكرى. ويمكنه التعبير عن الخسارة والمعاناة مع ترميز إلى القدسية، في حين يمثل في ذات الوقت القيم الوطنية المتخيلة البارزة مثل العشرة والوفاء والصداقة والفكاهة المقتضبة والرزانة. هذه القدرة على ربط المجتمع الوطني بالتبجيل والروحانية تفسر غلبة يوم أنزاك على يوم التذكر».

### بربادوس
يوم التذكر في بربادوس ليس يوم عطلة عامة. مُعتمدٌ في 11 نوفمبر، ولكن تُجرى الاستعراضات والأنشطة الاحتفالية في يوم أحد الذكرى. يُحتفل بهذا اليوم تقديرًا لجنود بربادوس الذين لقوا حتفهم وهم يقاتلون في الحربين العالميتين الأولى والثانية. يقام الاستعراض في ساحة الأبطال الوطنية، حيث تُمارس طقوسٌ تشمل جميع الطوائف الدينية. يكون الحاكم العام ورئيس الوزراء الباربادوسي من بين الحاضرين، جنبًا إلى جنب مع كبار الشخصيات الحكومية الأخرى ورؤساء الشرطة والجيش. خلال الحفل الرئيسي، يجري أيضًا أداء التحية بالمدافع وتوضع أكاليل الزهور وتقام الصلوات في النصب التذكاري للحرب في قلب ساحة الأبطال في بريدجتاون.

### بليز
في بليز، يجري الاحتفال بيوم التذكر في 11 نوفمبر، ولا يُعتبر عطلة رسمية.

### برمودا
لا زال يوم التذكر في برمودا يومًا هامًا، وهي التي أرسلت أول وحدة تطوعية استعمارية إلى الجبهة الغربية في عام 1915، وكان لها النصيب الأكبر من الأفراد المرتدين للزي العسكري خلال الحرب العالمية الثانية مقارنة بأي جزء آخر من الإمبراطورية. كان الاستعراض العسكري في هاميلتون على مر التاريخ كبيرًا وزاهيًا، إذ سارت فرق من البحرية الملكية والجيش النظامي البريطاني ووحدات الجيش الإقليمي التابعة لحامية برمودا، والقوات الكندية والجيش الأمريكي والقوات الجوية والبحرية وشتى فيالق الأغرار والأجهزة الأخرى، في وقت أو آخر مع قدامى المحاربين. منذ إغلاق القواعد البريطانية والكندية والأمريكية في عام 1995، تقلص الاستعراض العسكري. إضافة إلى الحفل الذي يقام في مدينة هاميلتون في يوم التذكر ذاته، يُنظم مسير إلى النصب التذكاري (نسخة مصغرة طبق الأصل عن ذلك الذي في لندن)، حيث توضع أكاليل الزهور وتلقى الخطب، وتنظم البحرية الملكية وفيلق أغرار بحر برمودا عرضًا عسكريًا في اليوم ذاته في نصب إتش إم إس جيرفيس باي التذكاري في هاميلتون، ويُنظم عرض عسكري أصغر في بلدة سانت جورج في أقرب يوم أحد من يوم التذكر.